# Rhanidophora aethiops
Rhanidophora aethiops là một loài bướm đêm trong họ Noctuidae.